# Познанская, София
София Познанская (пол. Zosia Poznańska; 8 июня 1906, Лодзь — 29 сентября 1942, тюрьма Сен-Жиль, Брюссель, Бельгия) — польская и советская разведчица еврейского происхождения, член разведывательной сети «Красная капелла», шифровальщица. Была известна под прозвищем «Зоша».

## Биография
Родилась в 1906 году в Лодзи в семье Мойше-Майера (Моисея) Познанского и Ханы Баш, перебравшихся в Лодзь из Гомбина. В 1908 году семья переехала в Калиш. В Калише она присоединилась к группе социалистического сионистского молодёжного движения «Ха-Шомер ха-цаир», которая изначально создавалось по инициативе и поддержке Еврейского Агентства. Иммигрировала в Палестину и вступила в пионерскую организацию, которая основала кибуц Мишмар ха-Эмек на севере Израиля, на западном краю Изреельской долины.
Вместе со своей группой Зоша строила дороги в Афуле, где встретила Симху Диаманта (вскоре она рассталась с ним). Весь 1926 год в кибуце Далет шла идеологическая борьба. Леопольд Треппер, друг одного из членов группы, приехал для участия в этих спорах. Именно так Зоша познакомилась с Треппером и по его инициативе вступила в Палестинскую коммунистическую партию. Вместе с ним она уехала в Тель-Авив, где присоединилась к основанной им коммунистической организации «Ихуд».
В Тель-Авиве Зоша получила письмо от отца, в котором говорилось, что её сестра Маня серьёзна заболела и вовсе перестала принимать пищу. Своей подруге Юдке она писала: «Калиш — это место, откуда уезжают, а не куда приезжают». Но из-за сестры она вернулась в Польшу на корабле «Полония».
Позже она переехала в Брюссель и поселилась на улице де Атребат, в доме 101, в одной квартире с Ритой Арну и радистами Давидом Ками, Иоганном Венцелем. Из этой квартиры они связывались с советским посольством в Лондоне. В Бельгии Зоша использовала псевдоним «Анна».
В ночь с 12 на 13 декабря 1941 София была арестована полицией: начался разгром «Красной капеллы». Вместе с тем Зоша отказалась кого-либо выдавать в тюрьме. 29 сентября 1942 София покончила с собой.